# Francesco Bonsignori
Francesco Bonsignori (ur. 1455; zm. 1519) – włoski malarz z okresu wczesnego odrodzenia, przedstawiciel szkoły z Werony.

## Życiorys

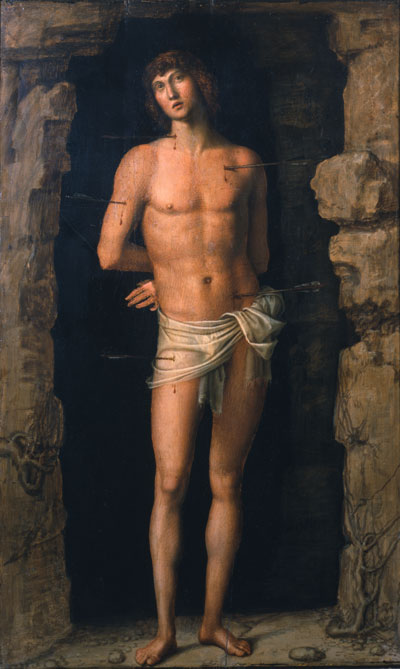
Francesco Bonsignori, Męczeństwo św. Sebastiana, Museo Statale d'Arte, Arezzo

Prawdopodobnie był uczniem Liberale da Verony. W 1487 udokumentowano jego obecność w Mantui, gdzie mecenat nad nim obejmowali książę Francesco II Gonzaga i Izabela d'Este. W swojej twórczości artystycznej pozostawał pod wpływem Andrei Mantegny.
Wykazywał zamiłowanie do przedstawiania zwierząt i portretowania (Portret Francesco Petraki) oraz ukazywania scen religijnych (kilka wersji męczeństwa św. Sebastiana, m.in. z Museo Statale d'Arte w Arezzo i Santa Maria de Grazie w Mantui oraz Madonny z Dzieciątkiem i świętymi z 1488 roku w tamtejszych kościołach San Bernardino oraz Santi Nazaro a Celso).